# Кротошице (гмина)
Кротошице (пол. Krotoszyce) — сельская гмина (волость) в Польше, входит как административная единица в Легницкий повет, Нижнесилезское воеводство. Население — 2975 человек (на 2004 год).

## Демография
| Перепись                       | Всего   | Всего | Женщины | Женщины | Мужчины | Мужчины |
| ------------------------------ | ------- | ----- | ------- | ------- | ------- | ------- |
| Единицы                        | человек | %     | человек | %       | человек | %       |
| Население                      | 2975    | 100   | 1506    | 50,6    | 1469    | 49,4    |
| Плотность населения (чел./км²) | 44      | 44    | 22,3    | 22,3    | 21,7    | 21,7    |

## Сельские округа
1. Бабин
2. Косцелец
3. Червоны-Косчул
4. Дунино
5. Яновице-Дуже
6. Козице
7. Краюв
8. Кротошице
9. Простыня
10. Шимановице
11. Тыньчик-Легницки
12. Вармонтовице-Сенкевичовске
13. Вильчице
14. Винница
15. Злотники

## Соседние гмины
1. Легница
2. Гмина Легницке-Поле
3. Гмина Менцинка
4. Гмина Милковице
5. Гмина Злоторыя